# Anitta
Anitta, fiul lui Pithana, a fost rege al Kussarei, un oraș încă neidentificat. A domnit în secolul 17 î.Hr. și este autorul “textului lui Anitta”, primul text cunoscut scris într-o limbă indo-europeană (limba hitită).
Textul lui Anitta spune că Pithana (tatăl lui Anitta) a cucerit Neša (azi Kültepe, în Turcia), care a devenit un oraș important al regatului Kussara. După ce a ajuns rege, Anitta l-a învins pe regele Piyusti și i-a cucerit capitala, Hattusa, pe care a distrus-o, a sădit salată peste ea și a blestemat locul.   Arhivat în 3 martie 2014, la Wayback Machine.  Mai târziu Hattusa avea să ajungă capitala Imperiului Hitit.
Numele lui Anitta mai apare pe o inscripție de pe un pumnal descoperit la Kültepe și, împreună cu cel al tatălui său Pithana, pe diferite alte inscripții, precum și în tradiția hitită.